# Aporobolus crusoi
Aporobolus crusoi är en mångfotingart som beskrevs av Loomis 1934. Aporobolus crusoi ingår i släktet Aporobolus och familjen slitsdubbelfotingar. Inga underarter finns listade i Catalogue of Life.